# Raorchestes luteolus
Espèce
Synonymes
- Philautus luteolus Kuramoto & Joshy, 2003
- Pseudophilautus luteolus (Kuramoto & Joshy, 2003)
- Philautus neelanethrus Gururaja, Aravind, Ali, Ramachandra, Velavan, Krishnakumar & Aggarwal, 2007

Statut de conservation UICN

 DD  : Données insuffisantes
Raorchestes luteolus  est une espèce d'amphibiens de la famille des Rhacophoridae.

## Répartition
Cette espèce est endémique du Sud de l'État de Karnataka en Inde. Elle se rencontre dans les Ghâts occidentaux.

## Description

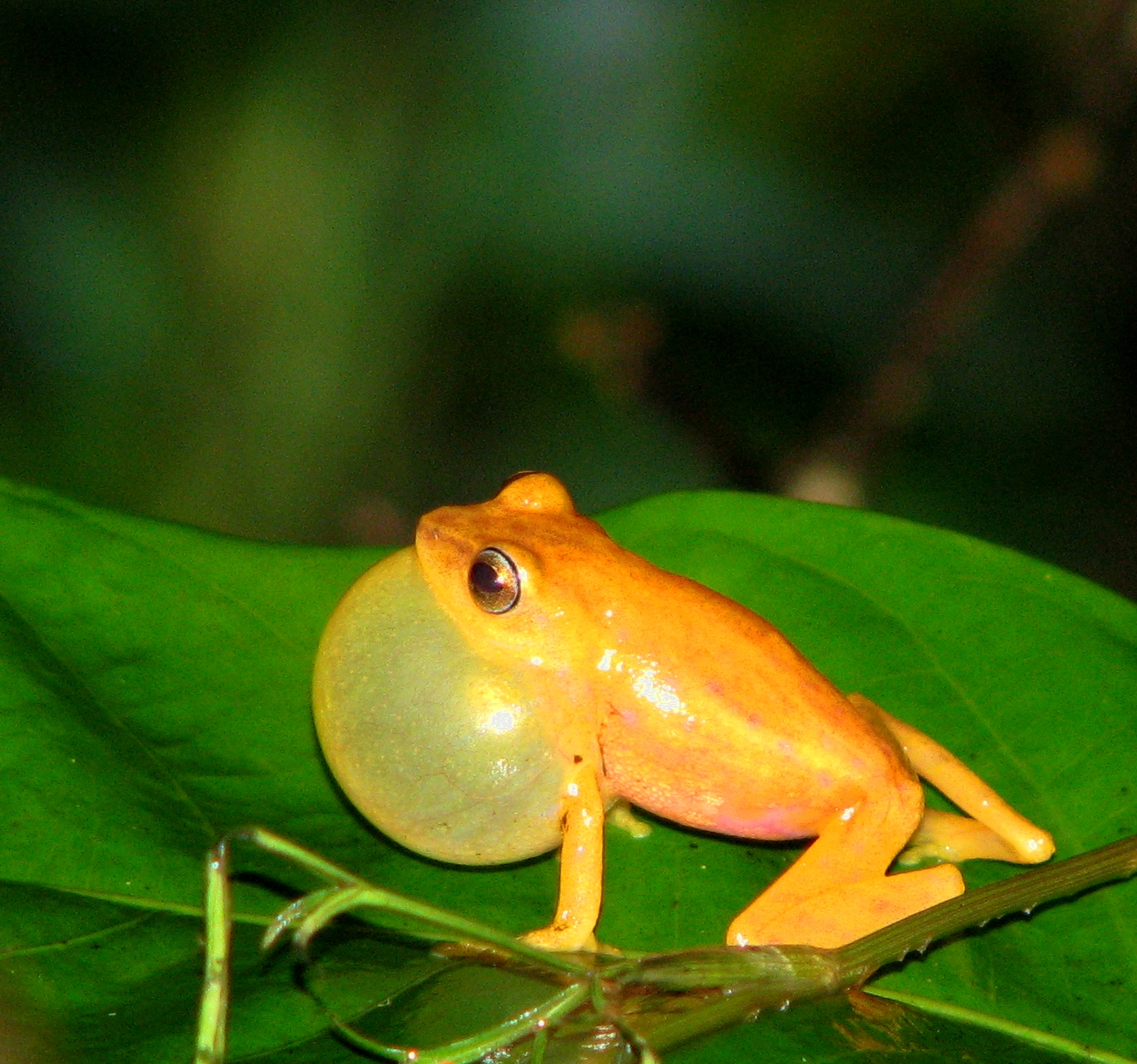

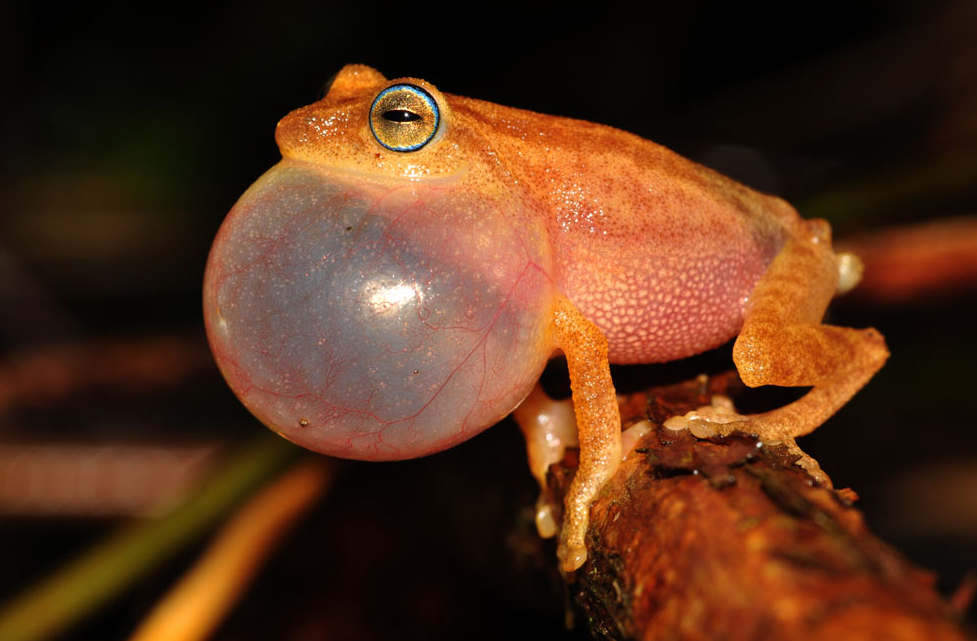

Raorchestes luteolus mesure en moyenne 27 mm pour les mâles. Son dos est jaune pâle ou brun-jaune et présente quelques taches brunes. Ses membres sont légèrement rayés ou sont tachetés de brun. Son ventre et son sac vocal sont jaune pâle. Sa coloration générale passe du jaune clair la nuit à une teinte plus foncée en journée.

## Étymologie
Son nom d'espèce, du latin luteolus, « jaune », fait référence à sa couleur.

## Publications originales
- Gururaja, Aravind, Ali, Ramachandra, Velavan, Krishnakumar & Aggarwal, 2007 : A New Frog Species from the Central Western Ghats of India,and Its Phylogenetic Position. Zoological Science, vol. 24, p. 525–534 (texte intégral).
- Kuramoto & Joshy, 2003 : Two new species of the genus Philautus (Anura: Rhacophoridae) from the Western Ghats, Southwestern India. Current Herpetology, vol. 22, no 2, p. 51-60 (texte intégral).